# Fort Alger
Pour les articles homonymes, voir Alger (homonymie).
Pour plus de détails, voir Fiche technique et Distribution.
Fort Alger (titre original : Fort Algiers) est un film d'aventure américain réalisé par Lesley Selander, sorti en 1953.

## Fiche technique
- Titre : Fort Alger
- Titre original : Fort Algiers
- Réalisation : Lesley Selander
- Production : Joseph N. Ermolieff et Edward L. Alperson Jr. producteur associé
- Société de production : Edward L. Alperson Productions
- Distribution : United Artists
- Scénario : Theodore St. John d'après une histoire de Frederick Stephani
- Musique : Michel Michelet
- Photo : John F. Seitz
- Direction artistique : Boris Leven
- Costumes : Yvonne Wood et Rosemary Odell (non créditée)
- Directeur artistique : Boris Leven
- Langue : Anglais
- Pays d'origine : États-Unis
- Format : (Noir et Blanc) - Son : Mono
- Genre : Film d'aventure
- Durée : 78 minutes
- Date de sortie :
  - États-Unis : 15 juillet 1953

## Distribution
- Yvonne De Carlo : Mlle Yvette Delmar
- Carlos Thompson : Légionnaire Jeff Nelson
- Raymond Burr : Amir
- Leif Erickson : Sergent Kalmani
- Anthony Caruso : Chavez
- John Dehner : Major Colle
- Robert Boon : Mueller
- Henry Corden : Yessouf
- Joe Kirk : Luigi
- Lewis Martin : Colonel Lasalle
- Leonard Penn : Lieutenant Picard
- William Phipps : Lieutenant Gerrier
- Michael Couzzi : Richetti
- Sandra Gale Bettin : Sandra
- Robert Warwick : Haroon
- Charles Evans : Général Rousseau
- Philip Van Zandt (non crédité) : chef de tribu